# Upsilon Andromedae b
Upsilon Andromedae b (također Upsilon Andromedae Ab) je egzoplanet u iznimno bliskoj orbiti oko zvijezde Upsilon Andromedae iz zviježđa Andromeda, za koju se procjenjuje da je od Zemlje udaljena 44 svjetlosne godine. Jedan od prvih otkrivenih vrućih Jupitera, čija je masa u rangu s masama jovijanskih planeta Sunčevog sustava.